# Konflikte – Bürger kämpfen um ihr Recht
„Konflikte – Bürger kämpfen um ihr Recht“ war eine von Walter Schiejok moderierte Bürgerrechtssendung des österreichischen Fernsehsenders ORF, die zehn Jahre lang wöchentlich ausgestrahlt wurde und zuletzt ein TV-Stammpublikum von rund 413.000 Zuschauern hatte.

## Sendungsgeschichte
Anfangs war „Konflikte“ als Ersatz für die langjährige TV-Sendung „Ein Fall für den Volksanwalt“ gedacht, die 1991 nach einem Eklat zwischen dem ORF-Moderator Hans Paul Strobl und dem damaligen Bundesvolksanwalt Herbert Kohlmaier eingestellt wurde.
Erstmals wurde „Konflikte“ am 19. Jänner 1992 ausgestrahlt. Ursprünglich hatte die Sendung Sonntagabend einen 17-minütigen Sendeplatz. Mitte der 1990er Jahre erhielt „Konflikte“ Samstagabend zwischen 18:25 und 18:50 einen besseren, 27 Minuten großen Sendeplatz auf ORF2. Die Wiederholung erfolgte Montagvormittag zwischen 11:15 und 11:40 auf ORF2.
Die letzte Konflikte-Sendung wurde am 15. Dezember 2001 ausgestrahlt. Seither steht der Sendeplatz wieder der Volksanwaltschaft zur Darstellung ihrer Fälle zur Verfügung.

## Sendungskonzept
„Konflikte“ war eine Bürgerrechts- bzw. Bürgerservice-Sendung, die berechtigte Beschwerden über Probleme mit Behörden (Ungleichbehandlung, Willkür und Missstände) im Rahmen eines TV-Beitrages aufbereitet hat, in welchem die involvierten Konfliktparteien interviewt und das Problem und seine jeweiligen Hintergründe anschaulich dargestellt wurden.
Viele Behördenvertreter machten bei den von Schiejok moderierten Live-Konfrontationen im Studio eine schlechte Figur, weil sie nicht bedachten, dass das TV-Studio keine Amtsstube ist, in der sie kraft ihrer amtlichen Autorität Einwände und Widersprüche untersagen können. Vielmehr mussten die Behördenvertreter selbst der interessierten Öffentlichkeit Rede und Antwort stehen und damit rechnen, dass ihre oft umstrittenen Entscheidungen bundesweit publik wurden, weil diese im Anschluss auch von den Printmedien auf- und angegriffen wurden.
Im Rahmen der Sendung reagieren viele Vertreter der kritisierten öffentlich-rechtlichen Institutionen und Behörden bald viel einsichtiger und verständnisvoller als von ihnen gewohnt. Dies geschah teils, weil sie im Lauf der Kontroverse erkennen mussten, dass ihr Verhalten, ihre Ansichten und ihre Entscheidungen nicht gerecht bzw. bürgernah bzw. zeitgemäß waren, teils weil sie den mit der öffentlichen Thematisierung des Konfliktes verbundenen Imageverlust gering halten wollten.
Eine Besonderheit von „Konflikte“ war, dass diese TV-Sendung anschließend auch die weitere Entwicklung beobachtet und im Fall des Andauerns des Problems dieses in einer Fortsetzung erneut thematisiert hat.
„Konflikte“ hat damit wesentlich zur Verbesserung des Umganges der Obrigkeit (Ämter, Behörden, Ministerien, Staatsbetriebe wie Bahn sowie Post- und Telegraphenverwaltung) mit den Staatsbürgern beigetragen, weil erstere fürchten mussten, dass sich letztere mit Erfolg an „Konflikte“ und die mediale Öffentlichkeit wenden.

## Redaktion
Walter Schiejok war Moderator der Sendung, deren Redaktion sich unter anderem aus Hans Kronberger, Franz Gegenbauer, Klaus Unterberger, Hannes Kozich und Edith Murauer zusammengesetzt hat.

## TV-Kritik
„Wie wichtig die Sendung „Konflikte“ von Walter Schiejok und das Aufzeigen von oft gesetzlich gedeckten Ungerechtigkeiten ist, zeigte am Sonntag abend wieder einmal der Fall des Lehrmädchens Petra, das jetzt für die Jugendsünden seiner Mutter büßen soll: Petra, die bei Pflegeeltern lebt und gerade 18 geworden ist, soll nämlich die Kosten für die seinerzeitigen Vaterschaftsprozesse ersetzen. Denn keiner der von ihrer Mutter damals angegebenen vier Männer ist tatsächlich Petras Vater, einer von ihnen fordert jetzt Tausende Schilling an Anwaltskosten und Kosten der Bluttests von Petra zurück. So kommen schuldlose Kinder zum Handkuß, obwohl Politiker zugeben, daß hier eine Lücke im Gesetz klafft. Denn die Mutter kann von Rechts wegen nicht zur Kasse gebeten werden, sie fungiert in einem Vaterschaftsprozeß, in dem ja das Kind laut Gesetz als Kläger auftritt, nur als Zeugin. Verliert ein Kläger den Prozeß, hat der Gegner, in diesem Fall der von einem Beamten als „Nichtvater“ bezeichnete Mann, einen Anspruch darauf, seine Kosten ersetzt zu bekommen. Es ist traurig genug, daß es erst einer „Konflikte“-Sendung bedarf, damit der Gesetzgeber vielleicht irgendwann solche gesetzlichen Fallen korrigiert.“